# Батурка
Батурка — река в России, протекает по Тульской области. Устье реки находится в 3,3 км от устья реки Олень по левому берегу, на окраине города Киреевск. Длина реки составляет 10 км.

## Данные водного реестра
По данным государственного водного реестра России относится к Окскому бассейновому округу, водохозяйственный участок реки — Упа от истока и до устья, речной подбассейн реки — Бассейны притоков Оки до впадения Мокши. Речной бассейн реки — Ока.
Код объекта в государственном водном реестре — 09010100312110000018994.